# Driggs, Idaho
Driggs är administrativ huvudort i Teton County i Idaho. Orten grundades år 1888 av Benjamin Woodbury Driggs, Jr. och Don Carlos Driggs. Driggs hade 1 660 invånare enligt 2010 års folkräkning.